# 維吉妮·拉扎諾
維吉妮·拉扎諾（1983年5月12日—）是一位法國網球選手，右手持拍，身高173公分，體重64公斤，現在居住於法國尼姆，生涯單打最高排名為16（2009年9月14日），獲得WTA單打賽事冠軍2個。

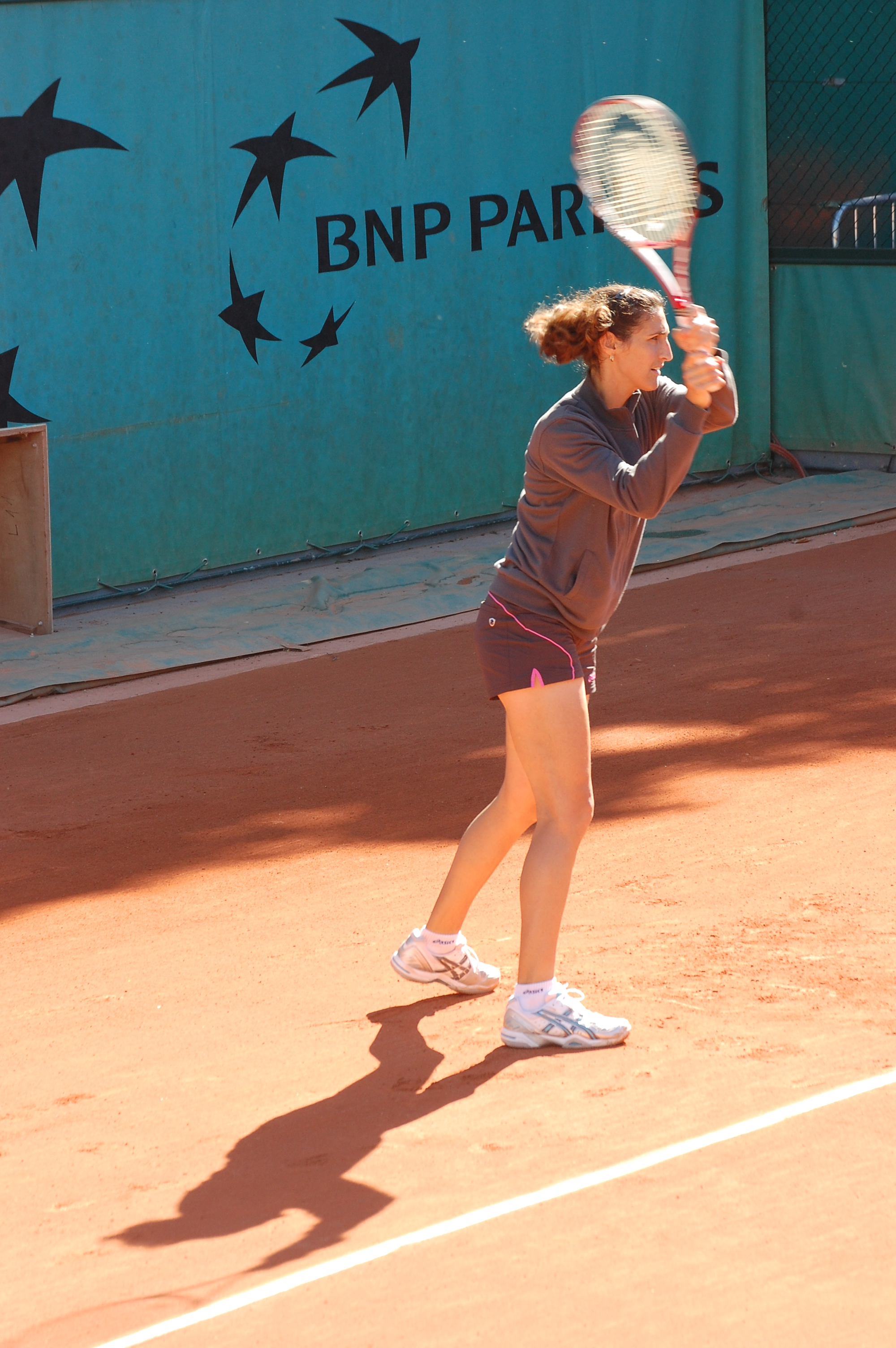
維吉妮·拉扎諾

## 外部連結
- 維吉妮·拉扎諾的国际女子网球协会官方資料（英文）
- 維吉妮·拉扎諾的國際網球總會 職業／青少年 官方資料（英文）
- Fed Cup - Player profile - Virginie RAZZANO (FRA) （页面存档备份，存于）